# Slovinský národní program
Slovinský národní program  byl politický dokument, který v roce 1986 sepsala skupina slovinských intelektuálů. 
Slovinští intelektuálové byli ve svém dokumentu, který spatřil světlo světa ve zhruba stejné době jako známější srbské Memorandum SANU velmi kritičtí k společensko-politickým poměrům v Jugoslávii. Společný stát jižních Slovanů v něm považovali za oběť slovinského národa, který namísto vlastního rozvoje musí dávat vlastní prostředky svým zaostalejším balkánským bratrům. 
Samotný dokument političtí představitelé Slovinska i Jugoslávie odsoudili.